# Stadtpfarrkirche Peitz

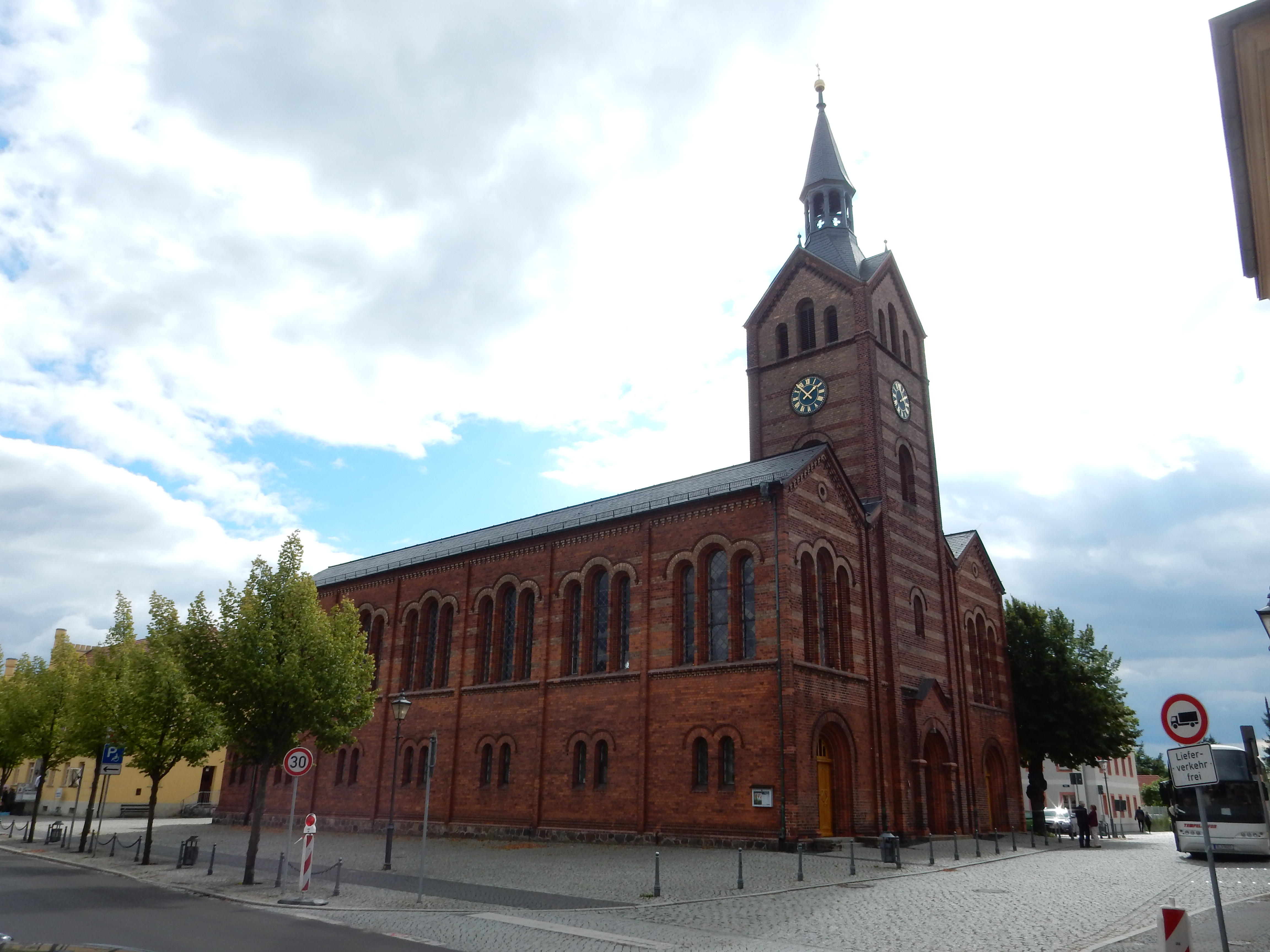
Stadtpfarrkirche Peitz (2015)

Die evangelische Stadtpfarrkirche Peitz ist eine Kirche in der Stadt Peitz im Landkreis Spree-Neiße in Brandenburg. Die Kirchengemeinde gehört zum Kirchenkreis Cottbus der Evangelischen Kirche Berlin-Brandenburg-schlesische Oberlausitz. Sie wurde von 1854 bis 1860 nach Plänen des Architekten und preußischen Baubeamten Friedrich August Stüler errichtet.

## Geschichte und Architektur

### Vorgängerbauten
Erste urkundliche Erwähnungen eines Kirchengebäudes in Peitz datieren aus dem Jahr 1346. Bei einem Stadtbrand 1610 wurde auch die Kirche beschädigt. Unklar ist, ob sie danach wieder aufgebaut oder ein neues Gebäude errichtet wurde. Im ersten Drittel des 19. Jahrhunderts wurde die Kirche zunehmend baufällig. In den 1830er Jahren musste der Kirchturm abgetragen werden.

### Stülerkirche

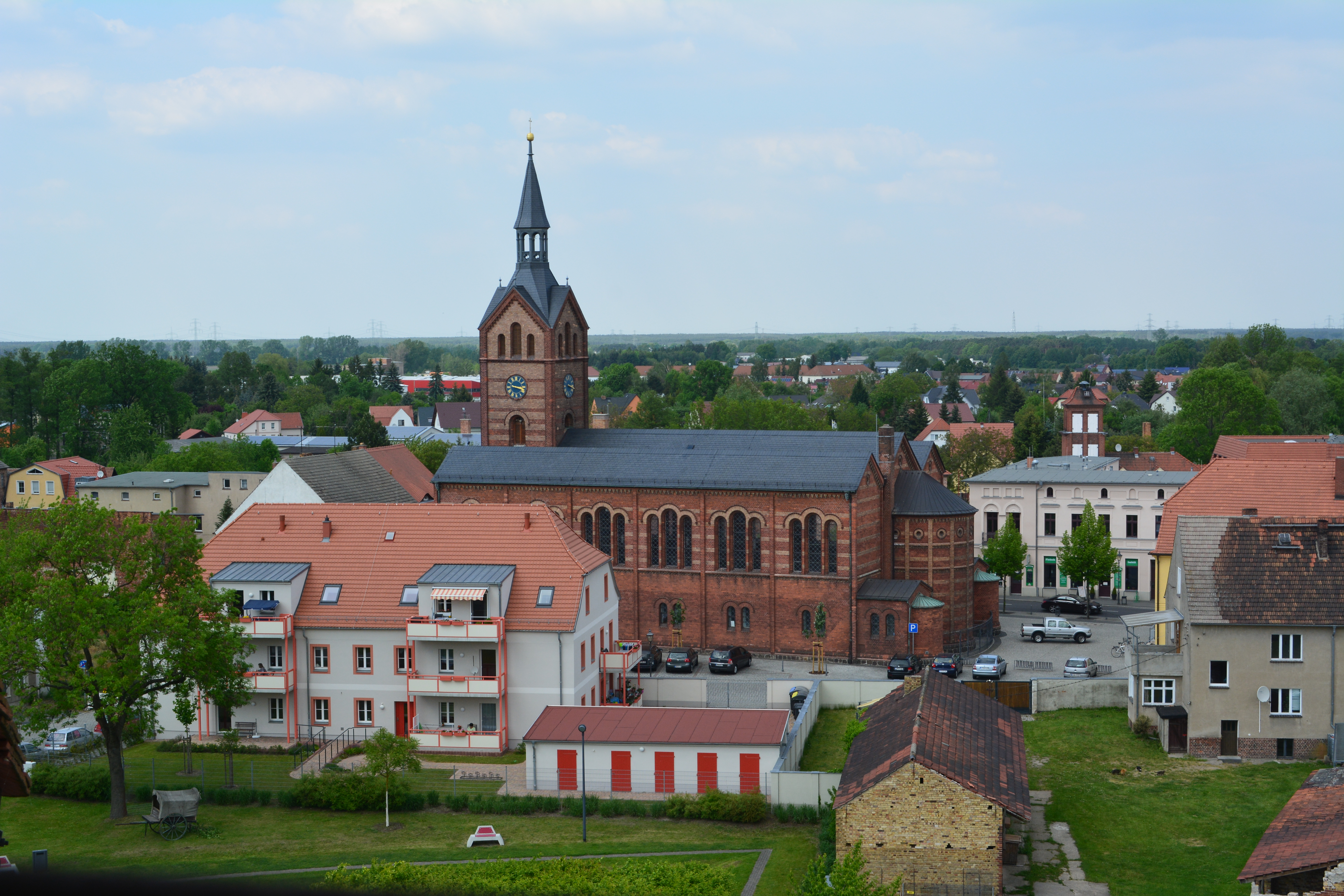
Blick vom Festungsturm auf die Kirche (2016)

1844 kam König Friedrich Wilhelm IV., der auch Patron der Peitzer Kirche war, anlässlich einer Spreewaldfahrt nach Peitz. Bei diesem Besuch konnte er von der Notwendigkeit eines Kirchenneubaus überzeugt werden. Nach längeren Verhandlungen insbesondere zum Bauplatz wurde die Kirche in den Jahren von 1854 bis 1860 am Markt errichtet. Vorbild für den Bau war die von Friedrich August Stüler entworfene St.-Matthäus-Kirche in Berlin. Der Kirchturm wurde etwas abgewandelt. Die Berliner St.-Matthäus-Kirche dient auch als Vorlage für die Kirchen in Bütow (heute Bytów, Polen) in Hinterpommern und Neudamm (heute Dębno, Polen) in der Neumark.
Die Kirche ist ein Bau aus Ziegelmauerwerk mit drei gleich großen Kirchenschiffen mit jeweils eigenen Satteldächern. An der Ostwand wird der Bau durch eine halbrunde Mittelapsis abgeschlossen, flankiert wird diese von eingeschossigen Anbauten mit weiteren Apsiden. Der Westturm ist stark in das mittlere Schiff eingerückt und hat ein Faltdach mit oktogonaler Laterne und Spitzhelm. Im Westen befinden sich drei Rundbogenportale. Die Fenster an den Längsseiten sind zweizonig angeordnet; unten paarig und die größeren oberen Fenster in Dreiergruppen. Die Fassade ist mit Bändern aus gelben Ziegeln und mit Lisenen und Gesimsen gegliedert.

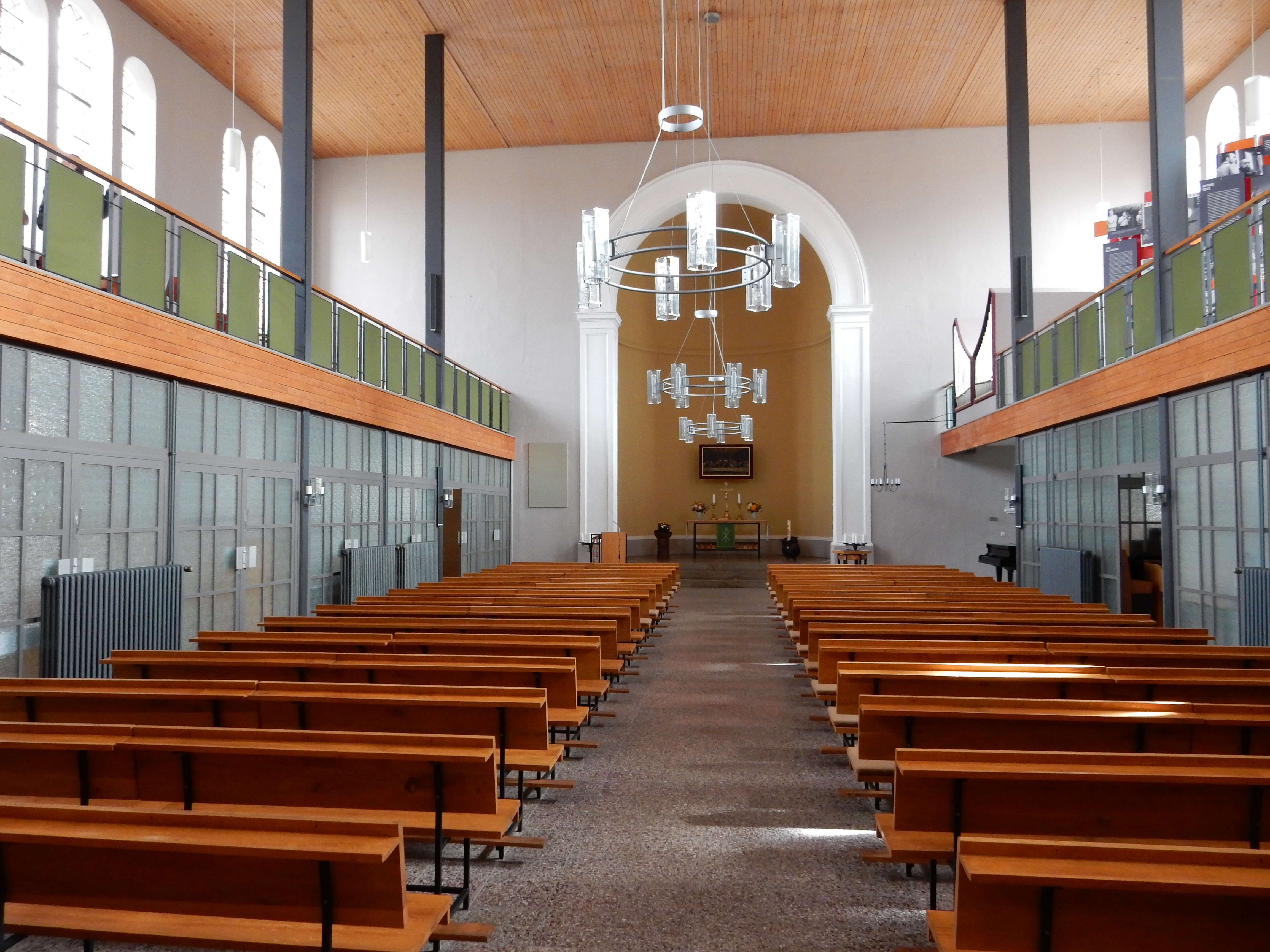
Stadtpfarrkirche Peitz, Innenraum

In den 1970er Jahren war die Kirche so stark vom Hausschwamm befallen, dass sie gesperrt werden musste. Die EKD stellte zwischen 1973 und 1975 die Summe von 446.000 D-Mark bereit, damit über ein Kirchenbauprogramm in der DDR dieselbe Summe in DDR-Mark für Sanierungs-Bauleistungen dieses Sakralbaus verfügbar war. Somit konnte die Kirche von 1975 bis 1979 instand gesetzt werden. Dabei wurde der ursprüngliche äußere Eindruck des Gebäudes bewahrt. Der Innenraum wurde umgestaltet. Die Seitenschiffe wurden in ein Gemeindezentrum mit Büro- und Versammlungsräumen umgebaut.

## Ausstattung

### Orgel

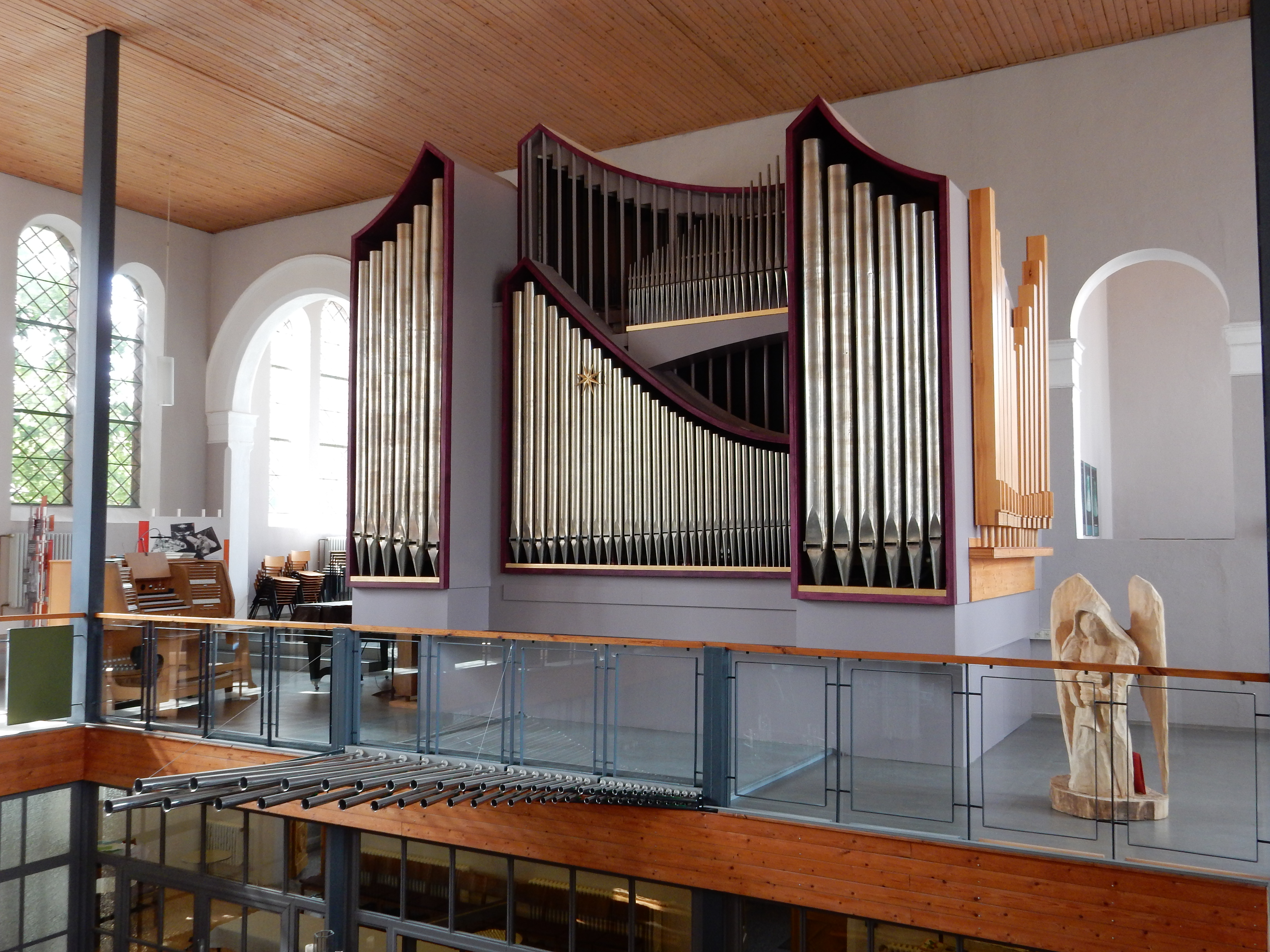
Kemper-Orgel (1956) in der Stadtpfarrkirche

Die Orgel der Peitzer Stadtpfarrkirche wurde 1956 von der Lübecker Orgelbaufirma Kemper ursprünglich für die Nikolaikirche in Berlin-Spandau erbaut. Sie war nach ihrer Fertigstellung die bedeutendste „Nachkriegsorgel“ Berlins. 1995 kam die Orgel als Geschenk der Spandauer Gemeinde nach Peitz. Das ehemalige Rückpositiv wurde dabei als Fernwerk aufgestellt und an seiner Stelle eine Spanische Trompete eingebaut. Beides ist der für Orgeln in dieser Region ungewöhnlich. Die Orgel wurde Pfingsten 1996 wieder eingeweiht.
Die klanglichen Defizite der Orgel werden seitdem sukzessive behoben. Bisher wurden 8 der 44 Register und der Spieltisch ausgetauscht. Bei den neu eingebauten Registern handelt es sich um historisches Material u. a. aus Bergen, Helsinki, Rostock und der Schweiz. Ein Register stand von 1960 bis 2010 in der Amalien-Orgel in Berlin-Karlshorst. 2010 wurde ein Nebenspieltisch im Altarbereich eingebaut.
Die Orgel hat 44 Register und ca. 3.500 Pfeifen, sie gehört damit zu den größeren Orgeln im Land Brandenburg. Das Klangbild ist romantisch.
| I Fernwerk C–g3     |       |
| Singend Gedackt     | 8′    |
| Quintade            | 8′    |
| Prinzipal           | 4′    |
| Rohrflöte           | 4′    |
| Nassat              | 2 ⁄3′ |
| Oktave              | 2′    |
| Blockflöte          | 2′    |
| Vogelpfeife         | 1′    |
| Scharf III          |       |
| Hornaliquot IV      |       |
| Rankett             | 16′   |
| Krummhorn           | 8′    |
| Doppelregal         | 8′    |
| Tremulant           |       |
| Glocken/Zimbelstern |       |

| II Hauptwerk C–g3  |       |
| Bordun             | 16′   |
| Prästant           | 8′    |
| Traversflöte       | 8′    |
| Spitzgambe         | 8′    |
| Oktave             | 4′    |
| Gemshorn           | 4′    |
| Quinte             | 2 ⁄3′ |
| Oktave             | 2′    |
| Mixtur III–V       |       |
| Spanische Trompete | 8′    |
| Tremulant          |       |

| II Schwellwerk C–g3 |    |
| Spitzgedackt        | 8′ |
| Spielpfeife         | 8′ |
| Salicet             | 8′ |
| Vox Celeste         | 8′ |
| Prinzipal           | 4′ |
| Lochflöte           | 4′ |
| Fugara              | 4′ |
| Sesquialtera II–III |    |
| Mixtur III          |    |
| Trompete            | 8′ |
| Trichterregal       | 8′ |
| Tremulant           |    |

| Pedal C–f1      |         |
| Prinzipalbaß    | 16′     |
| Subbaß          | 16′     |
| Zartbaß         | 16′     |
| Quintbaß        | 10 2⁄3′ |
| Oktavbaß        | 8′      |
| Gedacktbaß      | 8′      |
| Pommerbaß       | 4′      |
| Glöckleinton II |         |
| Fagott          | 16′     |
| Trompete        | 8′      |
| Clarine         | 4′      |
| Tremulant       |         |

- Koppeln: HW/SW, HW/SW Sub, HW/FW, SW/FW, SW/P, HW/P, FW/P
- Spielhilfen: 4 freie Kombinationen, 2 freie Pedalkombinationen, Zungeneinzelabsteller, Tutti, Walze (General Crescendo)

### Übrige Ausstattung
Einige Abendmahlsgeräte und das Epitaph des Festungskommandanten Georg von Karlowitz aus dem Jahr 1620, das Bild „Heiliges Abendmahl“ (eine Kopie nach Leonardo da Vinci aus der Mitte des 17. Jahrhunderts) sowie zwei Bronzeglocken aus dem 17. Jahrhundert stammen noch aus dem Vorgängerbau. Das ehemalige Altarkreuz (1860) befindet sich heute in der Turmvorhalle, ebenso eine Kirchenlade aus der Zeit um 1800. Das heutige Altarkreuz stammt aus dem Jahr 1910.